# Baldomero Sanmartín Arnal
Baldomero Sanmartín Arnal (Madrid, 1845 - Badalona, 1931) fou un polític de tendència republicana, alcalde de Ciudad Real el 1873 i de Badalona el 1930.

## Biografia
Va néixer a Madrid, on es va llicenciar en Ciències Naturals. Més tard, es va unir al Partit Republicà Federal a Ciudad Real, on va esdevenir alcalde l'any 1873, durant la Primera República. Després va militar en el republicanisme progressista actuant a Almodóvar del Campo i Almadén. El 1896 es va instal·lar a Badalona, on va dedicar-se l'ensenyament i va ser un dels promotors del Col·legi Politècnic l'any 1903 i president de la Junta Local d'Extensió Universitària el 1904. En l'àmbit de la política, va presidir la Unió Republicana a partir de 1898. Lligat al lerrouxisme i gran admirador del mateix Alejandro Lerroux, fou fundador i regent de la casa del poble el 1908. Fou escollit regidor del municipi el 1909 pel Partit Radical, moment en què s'unia en una coalició contranatura amb la candidatura caciquista de Joaquim Palay i Jaurés, que resultà derrotada davant de la coalició de Solidaritat Badalonina. Fou reelegit regidor el 1913.
El 1930, amb la caiguda de la dictadura, Sanmartín ocupà l'alcaldia de forma interina com a regidor de més edat al consistori durant un brevíssim període entre febrer i març, moment en què per reial ordre va ser nomenat alcalde Lluís Ysamat Lazzoli. Durant la Segona República, es va posar el seu nom a un carrer de la ciutat.